# Зоря (П'ятихатська міська громада)
Зоря (до 1 квітня 2016 — Зоря Комунізму) — селище в Україні, П'ятихатській міській громаді Кам'янського району Дніпропетровської області.
Населення — 827 мешканців.

## Географія
Селище Зоря примикає до міста П'ятихатки. Селищем протікає висихний струмок. Поруч проходять автомобільна дорога М04 (E50) і залізниця, станція П'ятихатки за 2 км.

## Історія
- З 1897 по 1917 рік на землях нинішнього селища Зоря був хутір поміщиків братів Малойванових.
- В 1923 році землі селища Зоря було передано Ерастівській дослідній станції.
- В 1927 році частину земель Ерастівської дослідної станції були виділені для окремої насіннєвої станції «Зоря Комунізму» і саме в цей час і було засноване селище Зоря Комунізму.
- 9 листопада 2014 року у селі було завалено пам'ятник Леніну.
- 2 квітня 2016 року селище отримало сучасну назву.
- 3 червня 2018 року освячено храм УПЦ КП (ПЦУ) на честь Святого апостола і євангелиста Іоанна Богослова (вул. Фестивальна, 11-А)[3].

## Населення

### Мова
Розподіл населення за рідною мовою за даними перепису 2001 року:
| Мова            | Кількість | Відсоток |
| --------------- | --------- | -------- |
| українська      | 816       | 86.90%   |
| російська       | 110       | 11.71%   |
| циганська       | 9         | 0.96%    |
| білоруська      | 2         | 0.21%    |
| румунська       | 1         | 0.11%    |
| інші/не вказали | 1         | 0.11%    |
| Усього          | 939       | 100%     |

## Об'єкти соціальної сфери
- Школа.
- Дитячий садочок.
- Амбулаторія.
- Будинок культури.